# Animação sociocultural
A Animação Sociocultural é, segundo a UNESCO, um conjunto de práticas sociais que têm como finalidade estimular a iniciativa, bem como a participação das comunidades no processo do seu próprio desenvolvimento e na dinâmica global da vida sócio-política em que estão integrados.

## Desenvolvimentos
A Animação Sociocultural (ASC) é um processo que visa a consciencialização participante e criadora das populações. Tem uma metodologia própria que, em termos gerais, tem as seguintes linhas mestras:
- é um processo deliberado e constante destinado a estimular as pessoas e os grupos para que se auto-desenvolvam, mobilizando todas as suas faculdades, no sentido da resolução dos seus problemas reais e colectivos;
- é um despertar para a descoberta e desenvolvimento das potencialidades e capacidades de cada comunidade;
- é a aquisição da competência necessária para que os grupos (as comunidades) sejam agentes e não meros espectadores passivos.

## Associativismo
Associações portuguesas de Animação Sociocultural:
- «APDASC». Associação Portuguesa para o Desenvolvimento da Animação Sócio-Cultural
- «ANASC». Associação Nacional de Animadores Sócio-Culturais
- «CASCA». Cooperativa de Animadores Socioculturais e Afins